# 457
457 (CDLVII) je bilo navadno leto, ki se je po julijanskem koledarju začelo na torek.

## Dogodki
- 1. januar

## Smrti
- 27. januar - Marcijan, cesar Bizantinskega cesarstva (* 392)